# かしわ哲
かしわ 哲（かしわ てつ、1950年〈昭和25年〉6月9日 - ）は、日本の歌手、シンガーソングライター、小説家。
NHK『おかあさんといっしょ』にて、5代目「うたのおにいさん」を2年間務めた。

## 来歴・人物
東京都出身。桐朋学園大学短期大学部演劇専攻科卒業。
本名は柏 哲（読み方は同じ）。愛称は哲ちゃん。NPO法人ハイテンション代表。実兄は報知新聞社の元記者でスポーツジャーナリストの柏英樹。
1973年、若松孝二プロデュースで漫画家・林静一が監督した映画『夜にほほよせ』に主演、はちみつぱいと共に劇伴も担当する。当時はフォーク系のシンガーソングライターで、林が作詞した主題歌「夜にほほよせ」の作曲も行っている。
その後、長く売れなかったが、31歳となった1981年4月より、『おかあさんといっしょ』に5代目うたのおにいさんとして出演。番組では「てっちゃん」の愛称で親しまれ、ギターを弾きながら歌唱することが多く、林アキラ（6代目うたのおにいさん）・しゅうさえこ（14代目うたのおねえさん）と共にトリオで司会・進行を務めたほか、「きみのなまえ」・「すずめがサンバ」・「どんなかお」など番組内で歌唱される楽曲の作詞・作曲も手掛けた。1983年3月、しゅうさえこと共に同番組を卒業。
1991年、講談社青い鳥文庫『アイシテル物語』で作家デビュー。
1994年、知的障害者達と共にロックバンド「サルサガムテープ」を結成。1996年には同バンドでスウェーデンでの海外ライブを実施、1999年にはオリジナル曲「まひるのほし」をNHK『みんなのうた』に提供。
1997年、著書『あったかさん』で第1回報知ドキュメント大賞を受賞。
2009年7月22日放送の『おかあさんといっしょ 50周年特集』に、林・しゅうと共にゲスト出演。
2011年にNPO法人ハイテンションを設立、代表を務める。
2019年8月13日放送の『おかあさんといっしょ 60周年スペシャル』に、林・今井ゆうぞう・横山だいすけと共にゲスト出演。

## 作品

### ディスコグラフィ
- NHKおかあさんといっしょ てっちゃんの音楽会（1982年、キングレコード）
- プレゼント（1983年、キングレコード）
- かしわ哲オリジナル童謡ベスト やさしい風（1990年4月21日、キングレコード）

### 楽曲提供
- 「きみのなまえ」[7]
- 「ねんどのうた」
- 「すずめがサンバ」
- 「どんなかお」
- 「おしゃべりきかんしゃ」
- 「ブー！スカ・パーティー！」
- 「むしむしフェスティバル」

### 著書
小説
- アイシテル物語シリーズ（講談社）
  - アイシテル物語（1991年）
  - アイシテル物語2（1991年）
  - アイシテル物語3 ベルベルウッドのひみつ（1992年）
  - アイシテル物語4 まぼろしのスープ（1994年）
  - アイシテル物語5 時の谷間の冒険（1994年）
  - 「アイシテル物語」メモリーノート（2000年）
  - アイシテル物語6 ハテシナ海の青空 上（2005年）
  - アイシテル物語6 ハテシナ海の青空 下（2005年）
  - アイシテル物語・贈り物絵本 アイシテルからありがとう（2005年）
  - アイシテル物語7 セミョール姫の涙（2006年）
  - アイシテル物語8 ポッポタンの花（2007年）
- ユニゾンの国シリーズ（講談社）
  - ユニゾンの国 はじまりの泉（1996年）
  - ユニゾンの国 ノノック王の涙（1999年）
  - ユニゾンの国 忘れられない約束（1999年）
- 茅ヶ崎のてっちゃん（2001年、講談社）
- 金魚島にロックは流れるシリーズ（講談社）
  - 金魚島にロックは流れる1（2005年）
  - 金魚島にロックは流れる2（2006年）
  - 金魚島にロックは流れる3（2007年）
- ナンヤネンの来た日（2009年、講談社）
- 20ハタチ（2009年、講談社）

その他著書
- かしわ哲の"お砂場教育論" パパとママのための「いじめ110番」（1996年、小学館）
- あったかさん（1997年、小学館）
- サルサ・ガムテープ物語「天然です。」（1999年、廣済堂出版）
- 小さなこころの相談室 サナギになったアゲハチョウの幼虫がぶじ蝶になるか心配な、あなたへ（講談社）

## 出演
テレビ番組
- おかあさんといっしょ（1981年4月 - 1983年3月、NHK教育テレビ）- 5代目うたのおにいさん
  - おかあさんといっしょ30周年記念ファミリーコンサート おかあさんといっしょ30年（1989年） - ゲスト出演
  - おかあさんといっしょ 50周年特集（2009年7月22日） - ゲスト出演
  - おかあさんといっしょ 60年スペシャル（2019年8月13日） - ゲスト出演

映画
- 夜にほほよせ（1973年4月25日公開、林静一監督） - 村松オサム 役（主演、はちみつぱいと共に音楽制作も担当）